# Nhóm ngôn ngữ Khương
Nhóm ngôn ngữ Khương, trước đây gọi là Nhóm ngôn ngữ Dzorgai, là một nhóm ngôn ngữ Hán-Tạng. Những ngôn ngữ này hiện diện ở miền đông nam Trung Quốc (Tứ Xuyên, Tây Tạng, Vân Nam). Đa phần ngôn ngữ Khương có mặt ở Ngawa, Garzê, Nhã An, và Lương Sơn ở Tứ Xuyên.
Người nói ngôn ngữ Khương được chính quyền Trung Quốc xem là người Khương, người Tạng, người Pumi, người Naxi (Nạp Tây) hay người Mông Cổ.
Tiếng Tangut của nước Tây Hạ được một bộ phận học giả coi một ngôn ngữ Khương, trong đó có Matisoff (2004).
Lamo, Larong, và Drag-yab (ba ngôn ngữ gần gũi nhau nói ở Chamdo, đông Tây Tạng) có thể thuộc nhóm Khương.

## Phân loại

### Tôn Hoằng Khai (1983)
Tôn Hoằng Khai (1983) đề xuất hai nhánh, bắc và nam:
- Bắc: Khương Bắc (Ma Oa), Phổ Mễ (Prinmi), Mộc Nhã (Minyag), Tangut (đã biến mất; 1036–1502)
- Nam: Khương Nam (Đào Bình).

Tôn Hoằng Khai liệt kê những ngôn ngữ Khương khác như sau:
- Nhĩ Tô (Tosu), Húc Mễ, Namuzi (Namuyi)
- Quý Quỳnh (2–3 phương ngôn với mức độ thông hiểu nhau thấp)
- Trát Bá, Khước Vực.

### Matisoff (2004)
Matisoff (2004) cho rằng nhóm Jiarong cũng thuộc nhóm Khương:
- Jiarong: Gyarung, Lavrung, Horpa (Ergong)

Matisoff (2004) ghi nhận rằng hiện tượng biến âm *-a (ngôn ngữ Tạng-Miến nguyên thủy) > -i là một sự biến âm thường thấy trong các ngôn ngữ Khương và đặt tên cho hiện tượng này là "làm sáng/phát sáng" (brightening). Yu (2012) cũng cho rằng hiện tượng "làm sáng" là một trong những đặc điểm đổi mới tiêu biển của ngôn ngữ Nhĩ Tô nguyên thủy.

### Thurgood và La Polla (2003)
Thurgood và La Polla (2003) cho rằng mối quan hệ giữa cụm Khương, Prinmi, Mộc Nhã là có căn cứ, nhưng trái với Tôn Hoằng Khai, họ loại tiếng Tangut ra. Matisoff (2004) tin rằng Tangut có mối quan hệ rõ ràng với nhóm Khương. Tiếng Bạch Mã hiện chưa phân loại dứt khoát có thể là một ngôn ngữ Khương hay một ngôn ngữ Tạng với lớp nền ngôn ngữ Khương.

### Tôn Hoằng Khai (2001)
Tôn Hoằng Khai (2001) đưa ra phân loại mới cho nhóm Khương như sau.
- Nhóm Khương
  - Bắc
    - Tangut 西夏
    - Khương
      - Khương 羌 (Khương Bắc, Khương Nam)
      - Prinmi 普米
      - Minyak 木雅

    - Rgyalrong
      - rGyalrong 嘉绒
      - Ergong 尔龚
      - Lavrung 拉乌戎

  - Nam
    - Nhĩ Tô 尔苏
    - Quý Quỳnh 贵琼
    - Húc Mễ 史兴
    - Namuyi 纳木依
    - Choyo 却隅
    - nDrapa 扎巴

### Jacques & Michaud (2011)
Guillaume Jacques & Alexis Michaud (2011) đề xuất nhánh Nạp/Na–Khương, cùng với nhóm Lô Lô-Miến tạo nên Miến-Khương. Na–Khương gồm ba phân nhánh, gồm nhóm Nhĩ Tô, Na (hay Nạp Tây), và Khương [lõi]. Tương tự, David Bradley (2008) đề xuất một nhánh Tạng-Miến Đông bao gồm nhóm Lô Lô-Miến và Khương. Jacques & Michaud không phân loại tiếng Quý Quỳnh.
Na–Khương
- Nhĩ Tô
  - Nhĩ Tô
  - Lizu
  - Đa Tục
- Na
  - Namuyi
  - Húc Mễ
  - Cụm Na-Nạp Tây
    - Nạp Tây
    - Na (Mosuo)
    - Laze
- Khương
  - Khước Vực
  - Trát Bá (?)
  - Tangut
  - Phổ Mễ
    - Phổ Mễ Bắc
    - Phổ Mễ Nam

  - Mộc Nhã
    - Mộc Nhã Bắc
    - Mộc Nhã Nam

  - Khương
    - Khương Bắc
    - Khương Nam

  - Rgyalrong
    - rGyalrong
      - Situ
      - Japhug
      - Tshobdun
      - Zbu

    - Lavrung
      - Thugsrjechenmo
      - Njorogs

    - Horpa
      - Rtau
      - Stodsde

### Chirkova (2012)
Chirkova (2012) nghi ngờ việc nhóm Khương là một nhóm ngôn ngữ cố kết, đề xuất rằng những ngôn ngữ liệt kê ở trên chỉ nằm trong cùng vùng ngôn ngữ. Chirkova cho bằng bốn ngôn ngữ sau thuộc bốn nhóm ngôn ngữ Tạng-Miến:
- Lizu
- Húc Mễ
- Namuzi
- Phổ Mễ